# Michele Mariotti
Michele Mariotti (* 1979 in Pesaro) ist ein italienischer Dirigent und Musikdirektor.

## Leben und Wirken
Michele Mariotti ist der Sohn des langjährigen Intendanten des Rossini Opera Festival Pesaro, Gianfranco Mariotti. Er absolvierte das Studium der Komposition am Rossini-Konservatorium seiner Vaterstadt Pesaro mit Diplom und ein Dirigierstudium an der Accademia Musicale Pescarese. 2005 debütierte er als Dirigent mit Rossinis Barbiere di Siviglia an der Oper in Salerno. Im November 2007 leitete er bei der Eröffnung der Spielzeit am Teatro Comunale di Bologna Verdis Simon Boccanegra und wurde daraufhin von 2088 bis 2014 als Chefdirigent engagiert. Anschließend wirkte er bis 2018 als Generalmusikdirektor des Teatro Communale.
Gastdirigate führten in weltweit an führende Opernhäuser, zum Beispiel an die Metropolitan Opera (Debüt 2012 mit Carmen), das Royal Opera House (Debüt 2013 mit La donna del Lago), die Opéra de Paris, das Teatro alla Scala (Debüt 2010 mit Il barbiere di Siviglia), die Oper Rom, das Teatro San Carlo, Teatro Regio Turin, die Lyric Opera of Chicago, die Wiener Staatsoper (Debüt 2021: Il barbiere di Siviglia), die Deutsche Oper Berlin, die Bayerische Staatsoper (Debüt 2017 mit Semiramide), die Opéra Royal de Wallonie und die Amsterdamer De Nationale Opera. Er war außerdem zu Gast bei internationalen Festspielen, darunter die Salzburger Festspiele (Il due Foscari, 2017), das Festival Verdi, das Rossini Opera Festival Pesaro, das Sferisterio Opera Festival und das Wexford Festival.
Mariotti dirigierte neben zahlreichen Opernorchestern zudem unter anderem das Orchestre National de France, das Leipziger Gewandhausorchester, die Münchner Symphoniker, das Orchestra Sinfonica Nazionale della RAI.
Er ist designierter Musikdirektor am Teatro dell’Opera di Roma ab Spielzeit 2022/2023.

## Privates
Mariotti war von 2012 bis 2018 mit der russischen Sopranistin Olga Peretyatko verheiratet.

## DVD & Blu-ray
- Verdi: Simon Boccanegra. Mit u. a. Roberto Frontali, Carmen Giannattasio, Giacomo Prestia, Orchester Teatro Communale di Bologna, Live-Aufnahme 2007 (Arthaus Musik, Naxos; 2008)
- Bellini: I puritani. Mit u. a. Juan Diego Flórez, Nino Machaidze, Chor und Orchester des Teatro Communale di Bologna (Decca; 2009)
- Verdi: Nabucco. Mit u. a. Leo Nucci, Riccardo Zanellato, Dīmītra Theodosiou, Orchester Teatro Regio di Parma (C Major, Naxos; 2009)
- Verdi: La traviata. Mit u. a.  Mariella Devia, Orchestra Filarmonica Marchigiana (Unitel; 2009)
- Rossini: Sigismondo. Mit u. a. Daniela Barcellona, Olga Peretyatko, Andrea Concetti, Chor und Orchester des Teatro Communale die Bologna (Arthaus Musik, Naxos; 2011)
- Verdi: Rigoletto. Mit u. a. Zeljko Lucic, Diana Damrau, Piotr Beczała, Michael Mayer, Chor und Orchester der Metropolitan Opera (Deutsche Grammophon; 2012)
- Rossini: Guglielmo Tell. Mit u. a. Nicola Alaimo, Juan Diego Flórez, Marina Rebeka, Chor und Orchester des Teatro Comunale di Bologna (Decca; 2013)
- Rossini: Matilde di Shabran. Mit u. a. Juan Diego Flórez, Olga Peretyatko, Chor und Orchester des Teatro Communale di Bologna (Decca; 2013)